# Odontotrypes uenoi
Odontotrypes uenoi es una especie de coleóptero de la familia Geotrupidae.

## Distribución geográfica
Habita en Shaanxi (China).